# Rouloir
Der Rouloir ist ein Fluss in Frankreich, der in der Region Normandie verläuft. Er entspringt beim Weiler La Blondelière im Gemeindegebiet von Saint-Ouen-sur-Iton, führt im Oberlauf den Namen Lemme, später Lême, und entwässert generell in nordöstlicher Richtung. Beim Ort Le Champ Motteux in der Gemeinde Les Baux-de-Breteuil versickert der Fluss in den Untergrund und bildet ein rund 14 Kilometer langes Trockental. Erst bei Conches-en-Ouche tritt das Wasser wieder ans Tageslicht und bildet den See Étang du Vieux Conches. Ab hier nennt sich der Fluss nun Rouloir und mündet nach insgesamt rund 49 Kilometern im Gemeindegebiet von Glisolles als linker Nebenfluss in den Iton, der hier auch Sec Iton genannt wird, weil er nur wenige Kilometer oberhalb erst aus einer Karstquelle mit Wasser dotiert wurde. Auf seinem Weg durchquert der Rouloir die Départements Orne und Eure.

## Orte am Fluss
(Reihenfolge in Fließrichtung)
- Chéronvilliers
- Guernanville
- Le Champ Motteux, Gemeinde Les Baux-de-Breteuil
- Beaubray
- Conches-en-Ouche
- Saint-Élier

## Hydrologie
Der Fluss hat eine sehr unregelmäßige Wasserführung. Der Quellbach Lemme führt in der trockenen Jahreszeit nur extrem wenig Wasser und versickert schließlich total im Untergrund. Bei Conches-en-Ouche tritt das Wasser an der Quelle beim Maison verte wieder an die Oberfläche, doch auch hier ist das Wasser im Winter 2008 für die Dauer von rund 2 Wochen gänzlich versiegt.